# Forenede Korea ved vinter-OL 2018
Det forenede Korea (the Olympic Korean Peninsula Declaration) deltog ved vinter-OL 2018 i Pyeongchang i Sydkorea i perioden 9. – 25. februar 2018 med ét samlet ishockey hold for damer. I januar 2018 erklærede præsidenten for den Internationale Olympiske Komité (IOC) Thomas Bach, at IOC ville tillade 22 atleter fra Nordkorea at deltage i legene. Heraf skulle de 12 atleter være kvindelige ishockeyspillere, der optrådte på et samlet hold med spillere fra Sydkorea under navnet Korea med den olympiske forkortelse COR. Holdet spillede under det forenede Koreas flag (Korean Unification Flag). 

## Deltagere
Følgende atleter vil deltage i nedennævnte sportsgrene: 
| Sportsgren | Herrer | Damer | Total |
| ---------- | ------ | ----- | ----- |
| Ishockey   | 0      | 35    | 35    |
| Total      | 0      | 35    | 35    |

## Medaljer
| 2018 Pyeongchang | Guld | Sølv | Bronze | Total |
| Korea            | 0    | 0    | 0      | 0     |